# シャトル・プリンセス
『シャトル・プリンセス』は、映画監督大森研一による日本の小説。『月刊愛媛こまち』（株式会社アイクコーポレーション）誌で2011年7月号から連載が続いている。イラストは高月さなえ。内容は、主人公ヒメ子が幹事を務める社員旅行の珍道中記。略称は「シャトプリ」。

## あらすじ
主役は、東京在住の越智ヒメ子29歳。今年もやってきた恒例の社員旅行。幹事のヒメ子は、皆を故郷愛媛県へ連れて行くことに。だが積立金数十万円を使い込んでしまい、残金は2万円。追い詰められたあげく開き直ったヒメ子、わずかなお金で「東京〜愛媛6人2泊3日」を豪華に成立させる旅が始まる。

## 主な登場人物
越智ヒメ子（おち ひめこ）（29）
主人公。実家は愛媛県伊予郡砥部町の窯元。高校〜東雲大学と地元での松山･道後生活を満喫。
その後、グラフィックデザイナーを目指して上京。しかし現在は、そんな夢はどこへやら。ダラダラと日々をこなすだけ。
そんなヒメ子が自分を取り戻し、家族や社員同士たちとの絆を取り戻す愛媛への旅が始まる。
社長／武田信夫（たけだ のぶお）（49）
先代から社を継いだのは7年前。苦労知らずなボンボンで永遠の独身貴族。
伊達茜（だて あかね）（39）
社内のお局。たまに皆から『お母さん』とも呼ばれている。
越智大助（おち だいすけ）（27）
ヒメ子の弟。トラック運転手で、愛媛〜東京間を往復していて、普段から姉ともよく会う仲。ヒメ子の無茶な旅計画に付き合わされるハメに。

## 雑誌情報
株式会社アイクコーポレーション発行
1. 愛媛こまち7月号　連載小説『シャトル・プリンセス』 2011年6月20日発売 雑誌 87785-07
2. 愛媛こまち8月号　連載小説『シャトル・プリンセス』 2011年7月20日発売 雑誌 87785-08
3. 愛媛こまち9月号　連載小説『シャトル・プリンセス』 2011年8月20日発売 雑誌 87785-09
4. 愛媛こまち10月号　連載小説『シャトル・プリンセス』 2011年9月20日発売 雑誌 87785-10
5. 愛媛こまち11月号　連載小説『シャトル・プリンセス』 2011年10月20日発売 雑誌 87785-11
6. 愛媛こまち12月号　連載小説『シャトル・プリンセス』 2011年11月20日発売 雑誌 87785-12
7. 愛媛こまち1月号　連載小説『シャトル・プリンセス』 2012年12月20日発売 雑誌 87785-01
8. 愛媛こまち2月号　連載小説『シャトル・プリンセス』 2012年1月20日発売 雑誌 87785-02
9. 愛媛こまち3月号　連載小説『シャトル・プリンセス』 2012年2月20日発売 雑誌 87785-03
10. 愛媛こまち4月号　連載小説『シャトル・プリンセス』 2012年3月20日発売 雑誌 87785-04
11. 愛媛こまち5月号　連載小説『シャトル・プリンセス』 2012年4月20日発売 雑誌 87785-05
12. 愛媛こまち6月号　連載小説『シャトル・プリンセス』 2012年5月20日発売 雑誌 87785-06
13. 愛媛こまち7月号より、一時休載(著者大森研一による監督映画の撮影日誌へ一時差し替え連載)。2014年、連載再開の予定。